# ملکه گدایان
ملکه گدایان مجموعهٔ نمایش خانگی به کارگردانی حسین سهیلی‌زاده و به تهیه‌کنندگی علی طلوعی و رحمان سیفی آزاد، محصول سال ۱۳۹۹-۱۴۰۰ است که به صورت اختصاصی توسط شبکهٔ نمایش خانگی فیلیمو پخش می‌شود.
بخش‌هایی از این سریال در استانبول ترکیه فیلمبرداری شده‌است. تولید سریال ملکه گدایان از پیش از شیوع کرونا آغاز شد و عمده روزهای تصویربرداری آن در روزهای کرونا ادامه یافت. فصل دوم این مجموعه چهارشنبه ۱۲ خرداد ۱۴۰۰ پخش شد.

## خلاصهٔ داستان
البرز شیمیدان ساکن آلمان است. پدرش خسرو و مادرش خورشید در ایران زندگی می‌کنند. البرز با دختری به نام سارا که در ایران زندگی می‌کند و برای درمان بیماری پدرش به آلمان آمده، آشنا می‌شود و با او نامزد می‌کند. او قرار است در ترکیه با سارا ازدواج کند. همه‌چیز برای یک مراسم به یادماندنی مهیا است که خبر می‌رسد پدرش به کما رفته‌است. البرز با گذشته‌ای مبهم، از بازگشت به ایران هراس دارد اما برای آخرین ملاقات با پدر، راهی جز بازگشت به ایران ندارد، ولی بنابر مشکلاتی او مجبور است که به صورت قاچاقی به ایران بیاید. با وجود اصرار فراوان مادر البرز برای بازنگشتن او به ایران، البرز تصمیم خود را گرفته‌است. وقتی او بازمی‌گردد هیچ‌کس او را نمی‌شناسد و او را فرهاد بابایی خطاب می‌کنند و کسی جز قاچاقچی او را به خاطر ندارد …

## بازیگران
| بازیگر         | نقش                                | توضیحات |
| -------------- | ---------------------------------- | --- |
| آرمان درویش    | آرش درخشان(البرز شمس،فرهاد بابایی) | همسر افرا،پسر جلال،پسر ناتنی خسرو و خورشید،برادر ناتنی آریا،نوه فاطمه،شوهر خواهر فرهاد و سهیل،نامزد سابق سارا (شبنم) |
| باران کوثری    | افرا بابایی                        | همسر آرش(البرز)،برادر فرهاد،برادر ناتنی سهیل،عروس خسرو و خورشید و جلال،نامزد سابق آریا،از اهالی سابق مفت آباد        |
| محمدرضا غفاری  | آریا درخشان                        | خواننده،پسر جلال و لعیا،برادر ناتنی آرش(البرز)،نوه فاطمه،نامزد سابق افرا                                             |
| رویا نونهالی   | لعیا یکتا                          | ملکه،همسر برسام(پارسا)،مادر آریا،خواهر خورشید،خاله ناتنی آرش(البرز)،خواهر زن خسرو،دشمن خسرو،همسر سابق جلال           |
| پانته‌آ بهرام   | خورشید یکتا                        | همسر خسرو،مادر آرش(البرز)،خواهر لعیا،خاله آریا،خواهر زن برسام(پارسا)،خواهر زن سابق جلال                              |
| فرزاد فرزین    | برسام افضلی(پارسا پارسا)           | همسر لعیا و سهیلا(مهناز)،شوهر خواهر خورشید،باجناق خسرو،شوهر خاله آر                                                  |
| رضا بهبودی     | شبیر زارعی                         | همسر نورسته،آدم لعیا                                                                                                 |
| الهام کردا     | سهیلا(مهناز)                       | همسر برسام(پارسا)،آدم ملکه                                                                                           |
| عرفان ناصری    | داریوش محمودی                      | همسر فریبا،پسر عموی سارا(شبنم)                                                                                       |
| شبنم قربانی    | سارا محمودی(شبنم)                  | دختر بتول،دختر عموی داریوش،آدم ملکه،نامزد سابق البرز                                                                 |
| سولماز غنی     | فریبا رضایی                        | وکیل،همسر داریوش،مادر ستاره،وکیل آرش(البرز)                                                                          |
| یسنا میرطهماسب | سهیل بابایی                        | برادر ناتنی افرا،دوست کپلک،از اهالی سابق مفت آباد                                                                    |
| بهشاد شریفیان  | شنتیا                              | نوچه برسام(پارسا) |
| حسام ظهره‌وند   | حمید‌                               | آدم سهیلا(مهناز) |
| علی اوجی       | سیامک                              | گیتاریست،مدیر برنامه،دوست آریا،مدیر برنامه آریا،نامزد لاله                                                           |
| علی صلاحی      | خسرو شمس                           | همسر خورشید،پدر ناتنی آرش(البرز)،شوهر خواهر لعیا،باجناق برسام(پارسا)،شوهر خاله آریا،باجناق سابق جلال،دوست سابق جلال  |
| مریم سرمدی     | بتول                               | مادر سارا(شبنم)،زن عموی داریوش                                                                                       |
| میلاد شجره     | فرهاد بابایی                       | برادر افرا،برادر زن آرش(البرز)                                                                                       |
| نسیم اکبری     | لعیا یکتا(جوانی)                   | همسر برسام(پارسا)،مادر آریا،خواهر خورشید،خاله ناتنی آرش(البرز)،خواهر زن خسرو،همسر سابق جلال                          |
| شیدا یوسفی     | خورشید یکتا(جوانی)                 | همسر خسرو،مادر ناتنی آرش(البرز)،خواهر لعیا،خاله آریا،مادر شوهر افرا،خواهر زن برسام(جلال)،خواهر زن جلال               |
| آرزو افشار     | تینا                               | آدم لعیا |
| الهام شعبانی   | نسرین(دراگ تستر)                   | آدم لعیا |
| نورا محقق      | نوشین                              | ویلونیست،دوست ملیکا،نامزد سابق آریا،دوست ملیکا                                                                       |
| مریم زارعی     | ملیکا                              | دوست نوشین |
| رومینا کوهزاد  | عسل                                | آدم سابق برسام(پارسا)                                                                                                |
| فاطمه نیشابوری | کوکب                               | دشمن سابق افرا،از اهالی سابق مفت آباد                                                                                |
| فاطمه مرتاضی   | فاطمه                              | مادر جلال،مادر بزرگ آرش(البرز) و آریا،مادر شوهر سابق لعیا                                                            |
| زهره حجازی فر  | نورسته                             | همسر شبیر |
| پونه عاشورپور  | همسر شبیر                          | همسر شبیر |

## قطعات موسیقی[نیازمند منبع]
| نام قطعه     | خواننده       | ترانه‌سرا    | آهنگساز       | تنظیم‌کننده   | توضیحات                       |
| ------------ | ------------- | ----------- | ------------- | ------------ | ----------------------------- |
| گل به خودی   | روزبه بمانی   | روزبه بمانی | امین قباد     | سعید زمانی   | تیتراژ ابتدایی                |
| علاج         | روزبه بمانی   | روزبه بمانی | میلاد پرقوه   | سعید زمانی   | تیتراژ انتهایی                |
| اشکام آبرومه | محمدرضا غفاری | کارن موسوی  | صادق زین      | حامد برادران | استفاده شده در قسمت‌های ۴ و ۱۵ |
| صفر تا صد    | محمدرضا غفاری | ندا طالبی   | صادق زین      | حامد برادران | استفاده شده در قسمت ۶         |
| نور و شمع    | محمدرضا غفاری | ندا طالبی   | صادق زین      | حامد برادران | استفاده شده در قسمت ۱۸        |
| شهر حسود     | علی زند وکیلی | حسین غیاثی  | علیرضا افکاری | اشکان آریا   | استفاده شده در قسمت ۲۱        |
| تنهام        | محمدرضا غفاری | الهام صوفی  | صادق زین      | حامد برادران | استفاده شده در قسمت ۲۴ و ۳۰   |